# Niederdorla
Niederdorla – dzielnica gminy Vogtei w Niemczech, w kraju związkowym Turyngia, w powiecie Unstrut-Hainich. Do 30 grudnia 2012 samodzielna gmina, wchodząca w skład wspólnoty administracyjnej Vogtei. Geometryczny środek Niemiec.

## Współpraca
Miejscowości partnerskie:
- Weisenheim am Berg, Nadrenia-Palatynat